# Форос (санаторий)
Санаторий Форос — санаторно-курортный комплекс общетерапевтического профиля. Расположен в Большой Ялте, в поселке городского типа Форос, и ведет свою историю с 1945 года.

## Климат
Расположен на самом юге Крымского полуострова. Из-за особенности ландшафта, Форос отличается по своим климатическим характеристикам от остальной территории южного берега Крыма. Климат субсредиземноморский слабоконтинентальный, с тёплой зимой (средняя температура января около +4 — +5 градусов) и длительным, преимущественном сухим, но не очень жарким летом (средняя температура летом +27, +32 градуса). Кроме богатой парковой растительности (более 200 видов деревьев и кустарников) произрастает большое количество крымских эндемиков. Продолжительность солнечного сияния в Форосе составляет 2300 часов, в Ялте — 2223. Увлажненность воздуха самая низкая на всем южном берегу Крыма. Небольшое количество осадков и невысокая влажность воздуха, в сочетании с летними бризами, делает климат курорта Фороса исключительно комфортным для отдыха. Пик курортного сезона приходится на период с 15 июля по 20 августа. В начале сентября начинается «бархатный» сезон, наиболее благоприятный для климатолечения. Средняя температура воздуха и воды в этот месяц 20-25 градусов.

## История
В 1920 году имение «Форос» переходит в ведение Наркомата Социального Обеспечения РСФСР, где отдыхают и лечатся инвалиды. Во времена НЭПа в Форосе за высокую плату отдыхали богатые люди. В 1924 году Форос переходит в собственность ЦК профсоюза текстильщиков и становится домом отдыха для ленинградских текстильщиц. В 1929 году в Форос для его осмотра приезжает Н. К. Крупская и секретарь ЦИК А. С. Енукидзе. После этого визита принято решение о передаче Фороса в ведение Управления ЦИК СССР. С 1 июня 1941 года был основан детский санаторий, просуществовавший до начала войны. В 1945 году санаторий передан в УД ЦК КПСС.
Начиная с 1945 года инфраструктура санатория постоянно совершенствуется, появляются новые комфортабельные корпуса для отдыха и иные социальные объекты. За этот период построены или обновлены:
1956 — поселковый клуб
1958 — летний открытый кинотеатр на 250 человек и танцплощадка
1959 — коттеджи в доме отдыха «Тессели»
1960 — спальный корпус № 6
1961 — спальный корпус № 7
1966 — широкоэкранный крытый кинотеатр на 600 мест
Главным событием в истории санатория стала постройка 14-ти этажного Спального корпуса в 1988 году на 306 мест. Объект возводился силами 2-х военно-строительных отрядов, размещенных в поселке Форос. Заказчиком строительства выступило управление делами ЦК КПСС. Проект санатория разработан в ЦНИИЭП курортно-туристических зданий и комплексов Государственного комитета по гражданскому строительству и архитектуре при Госстрое СССР. Главный архитектор проекта Лобзин, архитектор Чирков. После введения в эксплуатацию Главного корпуса исчезла необходимость в использовании спальных корпусов № 5 и 6. Теперь все отдыхающие проживали в новом корпусе Санатория.
3 февраля 2016 года общественной организацией Федерация профсоюзов Республики Татарстан принято участие в открытом аукционе по продаже государственного имущества «Санаторий „Форос“». По итогам аукциона Федерация профсоюзов Республики Татарстан признана победителем. В сжатые сроки был проведен косметический ремонт корпуса, и уже 20 июня 2016 года Санаторий принял первых посетителей.
В 2017 году в главном корпусе Санатория «Форос» проведена глобальная реконструкция номерного фонда и инфраструктуры. Во время реновации номеров основной акцент сделан на комплектации номеров современной мебелью и стандартизации дизайна всех категорий номеров. Общее количество номеров увеличилось с 221 до 223.

## Известные личности
Форос — был очень популярным местом отдыха среди известных и знаменитых людей.
В советский период:
- певицы Людмила Зыкина, Валентина Толкунова
- футболист Лев Яшин
- певцы Иосиф Кобзон, Эдуард Хиль, Юрий Лоза, Поль Робсон
- актёры Ролан Быков, Леонид Броневой
- актрисы Любовь Орлова, Лия Ахеджакова, Людмила Целиковская
- поэт Андрей Вознесенский
- режиссёр Юрий Любимов
- космонавты Юрий Гагарин и Герман Титов
- композитор Сергей Рахманинов
- писатели Максим Горький, Юлиан Семенов

В санатории «Форос» неоднократно с концертами выступали:
- актёры Михаил Пуговкин, Георгий Вицин, Евгений Моргунов, Василий Лановой
- певицы Надежда Бабкина, София Ротару
- певец Кола Бельды

В новейшее время:
- группа «Кипелов»
- актриса театра и кино Лаура Пицхелаури

## Лечение
Санаторий «Форос» это климатическая здравница общетерапевтического профиля, имеющая соответствующую лечебно-диагностической базой. Это лечебное учреждение, специализирующееся на лечении заболеваний дыхательных путей, сердечно-сосудистой системы, центральной и периферической нервной системы.